# Krzyż Ruchu Oporu
Krzyż Ruchu Oporu (niderl. Verzetskruis) – holenderskie odznaczenie państwowe.

## Historia
Odznaczenie zostało ustanowione dekretem królewskim nr G 107 z dnia 3 maja 1946 roku dla wyróżnienia osób, które wykazały odwagę i męstwo w walce o wolność z niemieckimi i japońskimi okupantami w czasie II wojny światowej działając w ruchu oporu. Odznaczenie było przyznawane pośmiertnie i osobom żyjącym. Odznaczenia dla osób zmarłych wręczano ich rodzinom.
Pierwsze odznaczenia wręczono 7 maja 1946 roku, a ostatnie 16 grudnia 1952, w sumie odznaczono 94 osoby, w tym tylko jedną żyjącą w chwili wręczenia (Gerard Tieman), natomiast 17 października 1947 roku nadano to „nieznanemu żydowskiemu bojownikowi powstania w getcie warszawskim” i symbolicznie udekorowano nim pomnik Getta w Nowym Jorku.
Odznaczenie to jest czwartym w kolejności w systemie orderowym Holandii.

## Zasady nadawania
Odznaczenie było nadawane osobom, które w okresie okupacji niemieckiej i japońskiej działały w ruchu oporu w latach 1940–1945, wykazując przy tym odwagę i poświęcenie, narażając przy tym swoje życie. 
W zasadzie było to odznaczenie nadawane osobom, które zginęły w czasie wojny, tylko w jednym przypadku odznaczenie otrzymała osoba żyjąca, na 94 nadane odznaczenia. W jedynym przypadku symbolicznie udekorowano pomnik jako wyróżnienie dla nieznanego żydowskiego bojownika powstania w getcie warszawskim.
Odznaczenie ma jeden stopień i było nadawane jednorazowo.

## Opis odznaki
Odznaka odznaczenia wykonana jest z brązu. Ma postać krzyża kawalerskiego, przy czym ramiona pionowe krzyża są wydłużone. Posiada dwa rozmiary: większy – 80 x 48 mm (dla odznaczonych pośmiertnie) i 60 x 36 mm (dla osób żyjących).
Na awersie w środku krzyża znajduje się rysunek św. Jerzego zabijającego smoka. Na ramionach znajduje się napis TROUW TOT IN DEN DOOD (pol. Wierny do śmierci). Krzyż jest zwieńczony koroną królewską.
Na rewersie odznaki na pionowym ramieniu znajduje się płonący miecz skierowany ostrzem do góry i rozrywający łańcuch znajdujący się na poziomym ramieniu.
Medal zawieszony jest na wstążce o szerokości 27 mm, w kolorze karmazynowo-czerwonym z 2 wąskimi paskami w kolorze pomarańczowym.